# Arceburgo
Arceburgo este un oraș din unitatea federativă Minas Gerais, Brazilia.